# CEV Champions League 2022-2023 (femminile)
La CEV Champions League 2022-2023, 63ª edizione della Champions League di pallavolo femminile, si è svolta dal 18 ottobre 2022 al 20 maggio 2023: al torneo hanno partecipato venticinque squadre di club europee e la vittoria finale è andata per la sesta volta, la seconda consecutiva, al VakıfBank.

## Regolamento

### Formula
La formula ha previsto:
- Fase di qualificazione, a cui hanno partecipato otto delle venticinque squadre qualificate, in base al ranking CEV, che hanno disputato tre turni giocati con gare di andata e ritorno (coi punteggi di 3-0 e 3-1 sono stati assegnati 3 punti alla squadra vincente e 0 a quella perdente, col punteggio di 3-2 sono stati assegnati 2 punti alla squadra vincente e 1 a quella perdente; in caso di parità di punti dopo le due partite è stato disputato un golden set): le due squadre vincenti il secondo turno hanno acceduto alla fase a gironi, mentre le squadre sconfitte hanno disputato il terzo turno, la cui vincitrice ha ottenuto a sua volta l'accesso alla fase a gironi. Le squadre non qualificate alla fase a gironi hanno acceduto alla Coppa CEV.
- Fase a gironi, disputata con girone all'italiana, con gare di andata e ritorno, per un totale di sei giornate: la prima classificata di ogni girone ha acceduto ai quarti di finale della fase ad eliminazione diretta, la seconda classificata e la migliore terza classificata hanno acceduto ai Play-off della fase a eliminazione diretta, mentre le ulteriori squadre classificate al terzo posto hanno acceduto alla Coppa CEV.
- Fase a eliminazionale diretta, disputata con:
  - Play-off, quarti di finale e semifinali, giocate con gare di andata e ritorno.
  - Finale, giocata con gara unica[2].

### Criteri di classifica
Se il risultato finale è stato di 3-0 o 3-1 sono stati assegnati 3 punti alla squadra vincente e 0 a quella sconfitta, se il risultato finale è stato di 3-2 sono stati assegnati 2 punti alla squadra vincente e 1 a quella sconfitta.
L'ordine del posizionamento in classifica è stato definito in base a:
- Numero di partite vinte;
- Punti;
- Ratio dei set vinti/persi;
- Ratio dei punti realizzati/subiti;
- Risultati degli scontri diretti.

## Squadre partecipanti
| - VDK Gent - Jedinstvo Brčko - Marica - HAOK Mladost - Kuusamon - Mulhouse - Volero Le Cannet | - MTV Stoccarda - Potsdam - AGIL - Imoco - Pro Victoria - Chemik Police - Developres Rzeszów | - ŁKS - Alba-Blaj - Târgoviște - Stella Rossa - Kamnik - Haris - Eczacıbaşı | - Fenerbahçe - VakıfBank - Prometej - Vasas |

## Torneo

### Fase di qualificazione

#### Tabellone
|  | Primo turno     | Primo turno | Primo turno  |   |        | Secondo turno | Secondo turno | Secondo turno |  |  | Terzo turno | Terzo turno | Terzo turno |  |
|  |                 |             |              |   |        |               |               |               |  |  |             |             |             |  |
|  | HAOK Mladost    | 3           | 010          |   |        |               |               |               |  |  |             |             |             |  |
|  | HAOK Mladost    | 3           | 010          |   |        |               |               |               |  |  |             |             |             |  |
|  | Kamnik          | 0           | 315          |   |        |               |               |               |  |  |             |             |             |  |
|  | Kamnik          | 0           | 315          |   | Kamnik | 1             | 1             |               |  |  |             |             |             |  |
|  |                 |             |              |   | Kamnik | 1             | 1             |               |  |  |             |             |             |  |
|  |                 |             | Stella Rossa | 3 | 3      |               |               |               |  |  |             |             |             |  |
|  | Stella Rossa    | 3           | Stella Rossa | 3 | 3      | 3             |               |               |  |  |             |             |             |  |
|  | Stella Rossa    | 3           |              |   |        |               |               |               |  |  |             |             |             |  |
|  | Kuusamon        | 0           | 0            |   |        |               |               |               |  |  |             |             |             |  |
|  | Kuusamon        | 0           | 0            |   | Kamnik | 2             | 1             |               |  |  |             |             |             |  |
|  |                 |             |              |   |        |               |               |               |  |  |             |             |             |  |
|  |                 |             | Haris        | 3 | 3      |               |               |               |  |  |             |             |             |  |
|  | Haris           | 3           | Haris        | 3 | 3      | 3             |               |               |  |  |             |             |             |  |
|  | Haris           | 3           |              |   |        |               |               |               |  |  |             |             |             |  |
|  | Jedinstvo Brčko | 0           | 0            |   |        |               |               |               |  |  |             |             |             |  |
|  | Jedinstvo Brčko | 0           | 0            |   | Haris  | 0             | 0             |               |  |  |             |             |             |  |
|  |                 |             |              |   | Haris  | 0             | 0             |               |  |  |             |             |             |  |
|  |                 |             | Vasas        | 3 | 3      |               |               |               |  |  |             |             |             |  |
|  | VDK Gent        | 0           | Vasas        | 3 | 3      | 0             |               |               |  |  |             |             |             |  |
|  | VDK Gent        | 0           |              |   |        |               |               |               |  |  |             |             |             |  |
|  | Vasas           | 3           | 3            |   |        |               |               |               |  |  |             |             |             |  |

#### Primo turno

##### Andata
| 19 ottobre 2022 Dom odbojke Bojan Stranić, Zagabria Durata: 1h:08 - Spettatori: 400     | HAOK Mladost | 3 - 0 | Kamnik          | 25-13, 25-17, 25-20 |
| 18 ottobre 2022 Sportski centar Voždovac, Belgrado Durata: 1h:00 - Spettatori: 500      | Stella Rossa | 3 - 0 | Kuusamon        | 25-11, 25-19, 25-12 |
| 18 ottobre 2022 Pabellón Martín, Santa Cruz de Tenerife Durata: 1h:01 - Spettatori: 933 | Haris        | 3 - 0 | Jedinstvo Brčko | 25-17, 25-10, 25-11 |
| 19 ottobre 2022 Edugo Arena, Gand Durata: 1h:06 - Spettatori: 1 150                     | VDK Gent     | 0 - 3 | Vasas           | 14-25, 12-25, 17-25 |

##### Ritorno
| 26 ottobre 2022 Športna dvorana, Kamnik Durata: 1h:48 - Spettatori: 170        | Kamnik          | 3 - 0 | HAOK Mladost | 25-23, 25-19, 25-22 Golden set: 15-10 |
| 25 ottobre 2022 Lapin Urheiluopisto, Rovaniemi Durata: 1h:06 - Spettatori: ?   | Kuusamon        | 0 - 3 | Stella Rossa | 16-25, 18-25, 13-25                   |
| 25 ottobre 2022 Sportska Dvorana Magnet, Brčko Durata: 1h:08 - Spettatori: 150 | Jedinstvo Brčko | 0 - 3 | Haris        | 17-25, 22-25, 16-25                   |
| 26 ottobre 2022 Riz Levente Sport, Budapest Durata: 1h:08 - Spettatori: 300    | Vasas           | 3 - 0 | VDK Gent     | 25-10, 25-22, 25-18                   |

#### Secondo turno

##### Andata
| 3 novembre 2022 Športna dvorana, Kamnik Durata: 1h:36 - Spettatori: 400                 | Kamnik | 1 - 3 | Stella Rossa | 21-25, 19-25, 25-13, 24-26 |
| 1 novembre 2022 Pabellón Martín, Santa Cruz de Tenerife Durata: 1h:20 - Spettatori: 995 | Haris  | 0 - 3 | Vasas        | 19-25, 13-25, 24-26        |

##### Ritorno
| 8 novembre 2022 Sportski centar Voždovac, Belgrado Durata: 1h:35 - Spettatori: 600 | Stella Rossa | 3 - 1 | Kamnik | 25-15, 22-25, 25-14, 25-21 |
| 9 novembre 2022 Riz Levente Sport, Budapest Durata: 1h:14 - Spettatori: 500        | Vasas        | 3 - 0 | Haris  | 25-23, 25-19, 25-21        |

#### Terzo turno

##### Andata
| 15 novembre 2022 Športna dvorana, Kamnik Durata: 1h:51 - Spettatori: 130 | Kamnik | 2 - 3 | Haris | 25-16, 25-21, 17-25, 20-25, 12-15 |

##### Ritorno
| 23 novembre 2022 Pabellón Martín, Santa Cruz de Tenerife Durata: 1h:32 - Spettatori: 650 | Haris | 3 - 1 | Kamnik | 25-16, 17-25, 25-19, 25-19 |

### Fase a gironi
| Girone A           | Girone B         | Girone C     | Girone D      | Girone E      |
| ------------------ | ---------------- | ------------ | ------------- | ------------- |
| Mulhouse           | Alba-Blaj        | AGIL         | Fenerbahçe    | Chemik Police |
| Developres Rzeszów | Prometej         | Potsdam      | Haris         | Eczacıbaşı    |
| Imoco              | Pro Victoria     | Stella Rossa | ŁKS           | Marica        |
| Vasas              | Volero Le Cannet | VakıfBank    | MTV Stoccarda | Târgoviște    |

#### Girone A

##### Risultati
| 7 dicembre 2022 PalaVerde, Villorba Durata: 1h:17 - Spettatori: 1 893          | Imoco              | 3 - 0 | Vasas              | 25-15, 25-16, 25-19              |
| 6 dicembre 2022 Hala Podpromie, Rzeszów Durata: 1h:14 - Spettatori: 2 000      | Developres Rzeszów | 3 - 0 | Mulhouse           | 25-19, 25-19, 25-20              |
| 21 dicembre 2022 Palais des Sports, Mulhouse Durata: 1h:14 - Spettatori: 2 467 | Mulhouse           | 0 - 3 | Imoco              | 22-25, 14-25, 18-25              |
| 20 dicembre 2022 Riz Levente Sport, Budapest Durata: 2h:11 - Spettatori: 500   | Vasas              | 2 - 3 | Developres Rzeszów | 25-20, 28-26, 20-25, 20-25, 9-15 |
| 10 gennaio 2023 Hala Podpromie, Rzeszów Durata: 1h:31 - Spettatori: 3 487      | Developres Rzeszów | 1 - 3 | Imoco              | 25-16, 18-25, 16-25, 16-25       |
| 11 gennaio 2023 Riz Levente Sport, Budapest Durata: 1h:59 - Spettatori: 400    | Vasas              | 1 - 3 | Mulhouse           | 23-25, 23-25, 25-16, 24-26       |
| 18 gennaio 2023 PalaVerde, Villorba Durata: 1h:10 - Spettatori: 2 203          | Imoco              | 3 - 0 | Mulhouse           | 25-15, 25-19, 25-20              |
| 17 gennaio 2023 Hala Podpromie, Rzeszów Durata: 1h:31 - Spettatori: 1 900      | Developres Rzeszów | 3 - 1 | Vasas              | 25-10, 18-25, 25-13, 25-23       |
| 31 gennaio 2023 Riz Levente Sport, Budapest Durata: 1h:52 - Spettatori: 1 200  | Vasas              | 1 - 3 | Imoco              | 17-25, 25-22, 21-25, 18-25       |
| 31 gennaio 2023 Palais des Sports, Mulhouse Durata: 1h:23 - Spettatori: 2 254  | Mulhouse           | 0 - 3 | Developres Rzeszów | 17-25, 19-25, 11-25              |
| 8 febbraio 2023 PalaVerde, Villorba Durata: 1h:08 - Spettatori: 2 113          | Imoco              | 3 - 0 | Developres Rzeszów | 25-20, 25-17, 25-16              |
| 8 febbraio 2023 Palais des Sports, Mulhouse Durata: 1h:45 - Spettatori: 2 400  | Mulhouse           | 3 - 1 | Vasas              | 25-18, 25-23, 21-25, 25-17       |

##### Classifica
| Pos. | Squadra            | Pt | G | V | P | SV | SP | Ratio | PF  | PS  | Ratio |
| ---- | ------------------ | -- | - | - | - | -- | -- | ----- | --- | --- | ----- |
| 1.   | Imoco              | 18 | 6 | 6 | 0 | 18 | 2  | 9,000 | 488 | 367 | 1,330 |
| 2.   | Developres Rzeszów | 11 | 6 | 4 | 2 | 13 | 9  | 1,444 | 482 | 444 | 1,086 |
| 3.   | Mulhouse           | 6  | 6 | 2 | 4 | 6  | 14 | 0,429 | 401 | 478 | 0,839 |
| 4.   | Vasas              | 1  | 6 | 0 | 6 | 6  | 18 | 0,333 | 482 | 564 | 0,855 |

      Qualificata ai quarti di finale.
      Qualificata ai play-off.
      Qualificata ai quarti di finale di Coppa CEV.

#### Girone B

##### Risultati
| 7 dicembre 2022 Arena di Monza, Monza Durata: 1h:18 - Spettatori: 1 784              | Pro Victoria     | 3 - 0 | Prometej         | 25-17, 25-20, 25-21               |
| 7 dicembre 2022 La Palestre, Le Cannet Durata: 2h:24 - Spettatori: 1 350             | Volero Le Cannet | 3 - 2 | Alba-Blaj        | 25-23, 18-25, 23-25, 25-21, 15-7  |
| 21 dicembre 2022 Sala Sporturilor, Târgu Mureș Durata: 1h:42 - Spettatori: 1 000     | Alba-Blaj        | 1 - 3 | Pro Victoria     | 25-20, 16-25, 21-25, 21-25        |
| 20 dicembre 2022 Sportovní hala Klimeška, Kutná Hora Durata: 2h:01 - Spettatori: 200 | Prometej         | 3 - 2 | Volero Le Cannet | 24-26, 17-25, 25-14, 25-15, 15-10 |
| 12 gennaio 2023 La Palestre, Le Cannet Durata: 1h:53 - Spettatori: 1 130             | Volero Le Cannet | 3 - 2 | Pro Victoria     | 23-25, 25-20, 14-25, 25-15, 15-6  |
| 10 gennaio 2023 Sportovní hala Klimeška, Kutná Hora Durata: 1h:17 - Spettatori: 150  | Prometej         | 0 - 3 | Alba-Blaj        | 15-25, 22-25, 21-25               |
| 18 gennaio 2023 Palalido, Milano Durata: 1h:14 - Spettatori: 4 886                   | Pro Victoria     | 3 - 0 | Alba-Blaj        | 25-16, 25-18, 25-16               |
| 18 gennaio 2023 La Palestre, Le Cannet Durata: 1h:12 - Spettatori: 1 060             | Volero Le Cannet | 3 - 0 | Prometej         | 25-15, 25-22, 25-22               |
| 31 gennaio 2023 Sportovní hala Klimeška, Kutná Hora Durata: 1h:38 - Spettatori: 150  | Prometej         | 1 - 3 | Pro Victoria     | 19-25, 18-25, 26-24, 14-25        |
| 1 febbraio 2023 Sala Sporturilor, Târgu Mureș Durata: 1h:55 - Spettatori: 1 200      | Alba-Blaj        | 1 - 3 | Volero Le Cannet | 15-25, 20-25, 25-22, 25-27        |
| 8 febbraio 2023 Palalido, Milano Durata: 1h:50 - Spettatori: 4 611                   | Pro Victoria     | 3 - 1 | Volero Le Cannet | 23-25, 26-24, 25-18, 25-15        |
| 8 febbraio 2023 Sala Sporturilor, Târgu Mureș Durata: 1h:47 - Spettatori: ?          | Alba-Blaj        | 3 - 1 | Prometej         | 25-23, 25-20, 24-26, 25-16        |

##### Classifica
| Pos. | Squadra          | Pt | G | V | P | SV | SP | Ratio | PF  | PS  | Ratio |
| ---- | ---------------- | -- | - | - | - | -- | -- | ----- | --- | --- | ----- |
| 1.   | Pro Victoria     | 16 | 6 | 5 | 1 | 17 | 6  | 2,833 | 534 | 452 | 1,181 |
| 2.   | Volero Le Cannet | 11 | 6 | 4 | 2 | 15 | 11 | 1,364 | 554 | 541 | 1,024 |
| 3.   | Alba-Blaj        | 7  | 6 | 2 | 4 | 10 | 13 | 0,769 | 493 | 518 | 0,952 |
| 4.   | Prometej         | 2  | 6 | 1 | 5 | 5  | 17 | 0,294 | 443 | 513 | 0,864 |

      Qualificata ai quarti di finale.
      Qualificata ai play-off.
      Qualificata ai quarti di finale di Coppa CEV.

#### Girone C

##### Risultati
| 7 dicembre 2022 VakıfBank Spor Sarayı, Istanbul Durata: 1h:03 - Spettatori: 870      | VakıfBank    | 3 - 0 | Stella Rossa | 25-15, 25-21, 25-9                |
| 6 dicembre 2022 PalaTerdoppio, Novara Durata: 1h:37 - Spettatori: 1 650              | AGIL         | 3 - 1 | Potsdam      | 25-15, 25-17, 24-26, 25-19        |
| 21 dicembre 2022 MBS Arena Potsdam, Potsdam Durata: 1h:54 - Spettatori: 2 011        | Potsdam      | 1 - 3 | VakıfBank    | 22-25, 33-35, 25-20, 21-25        |
| 20 dicembre 2022 Sportski centar Voždovac, Belgrado Durata: 1h:13 - Spettatori: 550  | Stella Rossa | 0 - 3 | AGIL         | 17-25, 20-25, 25-27               |
| 10 gennaio 2023 PalaTerdoppio, Novara Durata: 1h:18 - Spettatori: 3 125              | AGIL         | 0 - 3 | VakıfBank    | 21-25, 22-25, 19-25               |
| 12 gennaio 2023 Sportski centar Voždovac, Belgrado Durata: 2h:00 - Spettatori: 1 000 | Stella Rossa | 2 - 3 | Potsdam      | 25-21, 21-25, 17-25, 25-23, 9-15  |
| 19 gennaio 2023 VakıfBank Spor Sarayı, Istanbul Durata: 1h:55 - Spettatori: 1 725    | VakıfBank    | 2 - 3 | Potsdam      | 25-19, 25-19, 23-25, 20-25, 10-15 |
| 17 gennaio 2023 PalaTerdoppio, Novara Durata: 1h:09 - Spettatori: 1 569              | AGIL         | 3 - 0 | Stella Rossa | 25-17, 25-15, 25-22               |
| 31 gennaio 2023 Sportski centar Voždovac, Belgrado Durata: 1h:14 - Spettatori: 1 000 | Stella Rossa | 0 - 3 | VakıfBank    | 23-25, 18-25, 18-25               |
| 31 gennaio 2023 MBS Arena Potsdam, Potsdam Durata: 1h:30 - Spettatori: 1 115         | Potsdam      | 1 - 3 | AGIL         | 21-25, 17-25, 25-23, 13-25        |
| 15 febbraio 2023 PalaTerdoppio, Novara Durata: 1h:41 - Spettatori: 2 050             | VakıfBank    | 1 - 3 | AGIL         | 19-25, 25-17, 22-25, 23-25        |
| 8 febbraio 2023 MBS Arena Potsdam, Potsdam Durata: 1h:37 - Spettatori: 987           | Potsdam      | 3 - 1 | Stella Rossa | 25-18, 25-13, 22-25, 25-23        |

##### Classifica
| Pos. | Squadra      | Pt | G | V | P | SV | SP | Ratio | PF  | PS  | Ratio |
| ---- | ------------ | -- | - | - | - | -- | -- | ----- | --- | --- | ----- |
| 1.   | AGIL         | 15 | 6 | 5 | 1 | 15 | 6  | 2,500 | 503 | 433 | 1,162 |
| 2.   | VakıfBank    | 13 | 6 | 4 | 2 | 15 | 7  | 2,143 | 522 | 462 | 1,130 |
| 3.   | Potsdam      | 7  | 6 | 3 | 3 | 12 | 14 | 0,857 | 563 | 581 | 0,969 |
| 4.   | Stella Rossa | 1  | 6 | 0 | 6 | 3  | 18 | 0,167 | 396 | 508 | 0,780 |

      Qualificata ai quarti di finale.
      Qualificata ai play-off.
      Qualificata ai quarti di finale di Coppa CEV.

#### Girone D

##### Risultati
| 6 dicembre 2022 Burhan Felek Spor Salonu, Istanbul Durata: 1h:12 - Spettatori: 2 790       | Fenerbahçe    | 3 - 0 | Haris         | 25-17, 27-25, 25-14               |
| 7 dicembre 2022 Atlas Arena, Łódź Durata: 1h:23 - Spettatori: 2 200                        | ŁKS           | 0 - 3 | MTV Stoccarda | 23-25, 12-25, 20-25               |
| 21 dicembre 2022 SCHARRena, Stoccarda Durata: 2h:06 - Spettatori: 2 050                    | MTV Stoccarda | 3 - 2 | Fenerbahçe    | 25-22, 25-23, 18-25, 22-25, 15-10 |
| 20 dicembre 2022 Pabellón Martín, Santa Cruz de Tenerife Durata: 1h:07 - Spettatori: 1 532 | Haris         | 0 - 3 | ŁKS           | 17-25, 21-25, 18-25               |
| 11 gennaio 2023 Atlas Arena, Łódź Durata: 1h:38 - Spettatori: 2 250                        | ŁKS           | 3 - 1 | Fenerbahçe    | 25-21, 22-25, 25-16, 25-19        |
| 12 gennaio 2023 Pabellón Martín, Santa Cruz de Tenerife Durata: 1h:09 - Spettatori: 1 735  | Haris         | 0 - 3 | MTV Stoccarda | 19-25, 15-25, 18-25               |
| 18 gennaio 2023 Burhan Felek Spor Salonu, Istanbul Durata: 1h:41 - Spettatori: 2 100       | Fenerbahçe    | 3 - 1 | MTV Stoccarda | 25-20, 22-25, 25-18, 25-16        |
| 19 gennaio 2023 Atlas Arena, Łódź Durata: 1h:09 - Spettatori: 1 500                        | ŁKS           | 3 - 0 | Haris         | 25-16, 25-14, 25-20               |
| 2 febbraio 2023 Pabellón Martín, Santa Cruz de Tenerife Durata: 1h:18 - Spettatori: 3 040  | Haris         | 0 - 3 | Fenerbahçe    | 18-25, 20-25, 24-26               |
| 1 febbraio 2023 SCHARRena, Stoccarda Durata: 2h:17 - Spettatori: 2 100                     | MTV Stoccarda | 3 - 2 | ŁKS           | 32-30, 18-25, 25-15, 19-25, 17-15 |
| 15 febbraio 2023 Max-Schmeling-Halle, Berlino Durata: 1h:16 - Spettatori:                  | Fenerbahçe    | 3 - 0 | ŁKS           | 25-22, 25-16, 28-26               |
| 8 febbraio 2023 SCHARRena, Stoccarda Durata: 1h:02 - Spettatori: 1 923                     | MTV Stoccarda | 3 - 0 | Haris         | 25-8, 25-16, 25-15                |

##### Classifica
| Pos. | Squadra       | Pt | G | V | P | SV | SP | Ratio | PF  | PS  | Ratio |
| ---- | ------------- | -- | - | - | - | -- | -- | ----- | --- | --- | ----- |
| 1.   | MTV Stoccarda | 13 | 6 | 5 | 1 | 16 | 7  | 2,286 | 520 | 458 | 1,135 |
| 2.   | Fenerbahçe    | 13 | 6 | 4 | 2 | 15 | 7  | 2,143 | 514 | 463 | 1,110 |
| 3.   | ŁKS           | 10 | 6 | 3 | 3 | 11 | 10 | 1,100 | 476 | 451 | 1,055 |
| 4.   | Haris         | 0  | 6 | 0 | 6 | 0  | 18 | 0,000 | 315 | 453 | 0,695 |

      Qualificata ai quarti di finale.
      Qualificata ai play-off.

#### Girone E

##### Risultati
| 7 dicembre 2022 Arena Szczecin, Stettino Durata: 1h:12 - Spettatori: 950             | Chemik Police | 3 - 0 | Marica        | 25-18, 25-23, 25-11               |
| 7 dicembre 2022 Burhan Felek Spor Salonu, Istanbul Durata: 1h:05 - Spettatori: 1 700 | Eczacıbaşı    | 3 - 0 | Târgoviște    | 25-18, 25-14, 25-22               |
| 21 dicembre 2022 Sala Polivalentă, Târgoviște Durata: 2h:16 - Spettatori: 1 500      | Târgoviște    | 2 - 3 | Chemik Police | 17-25, 19-25, 26-24, 26-24, 16-18 |
| 20 dicembre 2022 Kolodruma, Plovdiv Durata: 1h:06 - Spettatori: 1 950                | Marica        | 0 - 3 | Eczacıbaşı    | 20-25, 11-25, 19-25               |
| 11 gennaio 2023 Burhan Felek Spor Salonu, Istanbul Durata: 1h:43 - Spettatori: 1 700 | Eczacıbaşı    | 3 - 1 | Chemik Police | 21-25, 25-14, 25-20, 25-17        |
| 11 gennaio 2023 Kolodruma, Plovdiv Durata: 1h:08 - Spettatori: 1 850                 | Marica        | 0 - 3 | Târgoviște    | 14-25, 15-25, 19-25               |
| 18 gennaio 2023 Arena Szczecin, Stettino Durata: 2h:01 - Spettatori: 1 640           | Chemik Police | 3 - 2 | Târgoviște    | 29-27, 25-20, 23-25, 13-25, 15-4  |
| 18 gennaio 2023 Burhan Felek Spor Salonu, Istanbul Durata: 0h:55 - Spettatori: 1 000 | Eczacıbaşı    | 3 - 0 | Marica        | 25-14, 25-16, 25-5                |
| 1 febbraio 2023 Kolodruma, Plovdiv Durata: 1h:15 - Spettatori: 1 630                 | Marica        | 0 - 3 | Chemik Police | 20-25, 9-25, 20-25                |
| 2 febbraio 2023 Sala Polivalentă, Târgoviște Durata: 1h:18 - Spettatori: 1 000       | Târgoviște    | 0 - 3 | Eczacıbaşı    | 22-25, 14-25, 23-25               |
| 8 febbraio 2023 Arena Szczecin, Stettino Durata: 1h:44 - Spettatori: 2 288           | Chemik Police | 1 - 3 | Eczacıbaşı    | 28-26, 18-25, 23-25, 22-25        |
| 8 febbraio 2023 Sala Polivalentă, Târgoviște Durata: 1h:19 - Spettatori: 1 600       | Târgoviște    | 3 - 0 | Marica        | 25-18, 25-10, 26-24               |

##### Classifica
| Pos. | Squadra       | Pt | G | V | P | SV | SP | Ratio | PF  | PS  | Ratio |
| ---- | ------------- | -- | - | - | - | -- | -- | ----- | --- | --- | ----- |
| 1.   | Eczacıbaşı    | 18 | 6 | 6 | 0 | 18 | 2  | 9,000 | 497 | 365 | 1,362 |
| 2.   | Chemik Police | 10 | 6 | 4 | 2 | 14 | 10 | 1,400 | 538 | 503 | 1,070 |
| 3.   | Târgoviște    | 8  | 6 | 2 | 4 | 10 | 12 | 0,833 | 469 | 471 | 0,996 |
| 4.   | Marica        | 0  | 6 | 0 | 6 | 0  | 18 | 0,000 | 286 | 451 | 0,634 |

      Qualificata ai quarti di finale.
      Qualificata ai play-off.
      Qualificata ai quarti di finale di Coppa CEV.

#### Classifica generale
| Pos. | Squadra            | Pt | G | V | P | SV | SP | Ratio | PF  | PS  | Ratio |
| ---- | ------------------ | -- | - | - | - | -- | -- | ----- | --- | --- | ----- |
| 1E.  | Eczacıbaşı         | 18 | 6 | 6 | 0 | 18 | 2  | 9,000 | 497 | 365 | 1,362 |
| 1A.  | Imoco              | 18 | 6 | 6 | 0 | 18 | 2  | 9,000 | 488 | 367 | 1,330 |
| 1B.  | Pro Victoria       | 16 | 6 | 5 | 1 | 17 | 6  | 2,833 | 534 | 452 | 1,181 |
| 1C.  | AGIL               | 15 | 6 | 5 | 1 | 15 | 6  | 2,500 | 503 | 433 | 1,162 |
| 1D.  | MTV Stoccarda      | 13 | 6 | 5 | 1 | 16 | 7  | 2,286 | 520 | 458 | 1,135 |
|      |                    |    |   |   |   |    |    |       |     |     |       |
| 2C.  | VakıfBank          | 13 | 6 | 4 | 2 | 15 | 7  | 2,143 | 522 | 462 | 1,130 |
| 2D.  | Fenerbahçe         | 13 | 6 | 4 | 2 | 15 | 7  | 2,143 | 514 | 463 | 1,110 |
| 2A.  | Developres Rzeszów | 11 | 6 | 4 | 2 | 13 | 9  | 1,444 | 482 | 444 | 1,086 |
| 2B.  | Volero Le Cannet   | 11 | 6 | 4 | 2 | 15 | 11 | 1,364 | 554 | 541 | 1,024 |
| 2E.  | Chemik Police      | 10 | 6 | 4 | 2 | 14 | 10 | 1,400 | 538 | 503 | 1,070 |
|      |                    |    |   |   |   |    |    |       |     |     |       |
| 3D.  | ŁKS                | 10 | 6 | 3 | 3 | 11 | 10 | 1,100 | 476 | 451 | 1,055 |
| 3C.  | Potsdam            | 7  | 6 | 3 | 3 | 12 | 14 | 0,857 | 563 | 581 | 0,969 |
| 3E.  | Târgoviște         | 8  | 6 | 2 | 4 | 10 | 12 | 0,833 | 469 | 471 | 0,996 |
| 3B.  | Alba-Blaj          | 7  | 6 | 2 | 4 | 10 | 13 | 0,769 | 493 | 518 | 0,952 |
| 3A.  | Mulhouse           | 6  | 6 | 2 | 4 | 6  | 14 | 0,429 | 401 | 478 | 0,839 |
|      |                    |    |   |   |   |    |    |       |     |     |       |
| 4B.  | Prometej           | 2  | 6 | 1 | 5 | 5  | 17 | 0,294 | 443 | 513 | 0,864 |
| 4A.  | Vasas              | 1  | 6 | 0 | 6 | 6  | 18 | 0,333 | 482 | 564 | 0,855 |
| 4C.  | Stella Rossa       | 1  | 6 | 0 | 6 | 3  | 18 | 0,167 | 396 | 508 | 0,780 |
| 4D.  | Haris              | 0  | 6 | 0 | 6 | 0  | 18 | 0,000 | 315 | 453 | 0,695 |
| 4E.  | Marica             | 0  | 6 | 0 | 6 | 0  | 18 | 0,000 | 286 | 451 | 0,634 |

      Qualificata ai quarti di finale.
      Qualificata ai play-off.
      Qualificata ai quarti di finale di Coppa CEV.

### Fase a eliminazione diretta

#### Tabellone
|  | Play-off | Play-off           | Play-off | Play-off |  |  | Quarti di finale | Quarti di finale   | Quarti di finale | Quarti di finale |   |     | Semifinali | Semifinali | Semifinali | Semifinali |   |  | Finale | Finale | Finale |  |
|  |          |                    |          |          |  |  |                  |                    |                  |                  |   |     |            |            |            |            |   |  |        |        |        |  |
|  | 3D       | ŁKS                | 0        | 0        |  |  |                  |                    |                  |                  |   |     |            |            |            |            |   |  |        |        |        |  |
|  | 2C       | VakıfBank          | 3        | 3        |  |  | 2C               | VakıfBank          | 3                | 3                |   |     |            |            |            |            |   |  |        |        |        |  |
|  |          |                    |          |          |  |  | 1B               | Pro Victoria       | 0                | 2                |   |     |            |            |            |            |   |  |        |        |        |  |
|  |          |                    |          |          |  |  |                  |                    |                  |                  |   |     | 2C         | VakıfBank  | 0          | 315        |   |  |        |        |        |  |
|  | 2E       | Chemik Police      | 2        | 1        |  |  |                  |                    | 2D               | Fenerbahçe       | 3 | 012 |            |            |            |            |   |  |        |        |        |  |
|  | 2D       | Fenerbahçe         | 3        | 3        |  |  | 2D               | Fenerbahçe         | 3                | 2                |   |     |            |            |            |            |   |  |        |        |        |  |
|  |          |                    |          |          |  |  | 1A               | Imoco              | 0                | 3                |   |     |            |            |            |            |   |  |        |        |        |  |
|  |          |                    |          |          |  |  |                  |                    |                  |                  |   |     | 2C         | VakıfBank  | 3          |            |   |  |        |        |        |  |
|  |          |                    |          |          |  |  |                  |                    |                  |                  |   |     |            |            | 1E         | Eczacıbaşı | 1 |  |        |        |        |  |
|  |          |                    |          |          |  |  | 1D               | MTV Stoccarda      | 1                | 0                |   |     |            |            |            |            |   |  |        |        |        |  |
|  |          |                    |          |          |  |  | 1C               | AGIL               | 3                | 3                |   |     |            |            |            |            |   |  |        |        |        |  |
|  |          |                    |          |          |  |  |                  |                    |                  |                  |   |     | 1C         | AGIL       | 3          | 0          |   |  |        |        |        |  |
|  | 2B       | Volero Le Cannet   | 3        | 013      |  |  |                  |                    | 1E               | Eczacıbaşı       | 2 | 3   |            |            |            |            |   |  |        |        |        |  |
|  | 2A       | Developres Rzeszów | 0        | 315      |  |  | 2A               | Developres Rzeszów | 1                | 2                |   |     |            |            |            |            |   |  |        |        |        |  |
|  |          |                    |          |          |  |  | 1E               | Eczacıbaşı         | 3                | 3                |   |     |            |            |            |            |   |  |        |        |        |  |

#### Risultati

##### Play-off

###### Andata
| 22 febbraio 2023 Atlas Arena, Łódź Durata: 1h:13 - Spettatori: 1 453        | ŁKS              | 0 - 3 | VakıfBank          | 22-25, 12-25, 24-26               |
| 21 febbraio 2023 Arena Szczecin, Stettino Durata: 1h:54 - Spettatori: 1 652 | Chemik Police    | 2 - 3 | Fenerbahçe         | 14-25, 29-27, 23-25, 25-22, 10-15 |
| 23 febbraio 2023 La Palestre, Le Cannet Durata: 1h:26 - Spettatori: 1 612   | Volero Le Cannet | 3 - 0 | Developres Rzeszów | 25-15, 29-27, 25-22               |

###### Ritorno
| 1 marzo 2023 VakıfBank Spor Sarayı, Istanbul Durata: 1h:31 - Spettatori: 1 250    | VakıfBank          | 3 - 0 | ŁKS              | 25-23, 28-26, 25-23                   |
| 2 marzo 2023 Burhan Felek Spor Salonu, Istanbul Durata: 1h:40 - Spettatori: 2 600 | Fenerbahçe         | 3 - 1 | Chemik Police    | 25-23, 25-19, 21-25, 25-18            |
| 2 marzo 2023 Hala Podpromie, Rzeszów Durata: 1h:50 - Spettatori: 1 500            | Developres Rzeszów | 3 - 0 | Volero Le Cannet | 25-15, 29-27, 26-24 Golden set: 15-13 |

##### Quarti di finale

###### Andata
| 15 marzo 2023 VakıfBank Spor Sarayı, Istanbul Durata: 1h:05 - Spettatori: 2 570    | VakıfBank          | 3 - 0 | Pro Victoria | 25-18, 25-19, 25-17        |
| 16 marzo 2023 Burhan Felek Spor Salonu, Istanbul Durata: 1h:15 - Spettatori: 5 500 | Fenerbahçe         | 3 - 0 | Imoco        | 25-19, 25-17, 25-19        |
| 14 marzo 2023 SCHARRena, Stoccarda Durata: 1h:53 - Spettatori: 2 251               | MTV Stoccarda      | 1 - 3 | AGIL         | 25-21, 16-25, 21-25, 23-25 |
| 14 marzo 2023 Hala Podpromie, Rzeszów Durata: 1h:43 - Spettatori: 2 300            | Developres Rzeszów | 1 - 3 | Eczacıbaşı   | 19-25, 25-22, 16-25, 26-28 |

###### Ritorno
| 21 marzo 2023 Palalido, Milano Durata: 2h:13 - Spettatori: 4 938                 | Pro Victoria | 2 - 3 | VakıfBank          | 25-18, 22-25, 25-22, 21-25, 11-15 |
| 23 marzo 2023 PalaVerde, Villorba Durata: 1h:57 - Spettatori: 5 344              | Imoco        | 3 - 2 | Fenerbahçe         | 23-25, 15-25, 25-23, 25-20, 15-13 |
| 22 marzo 2023 PalaTerdoppio, Novara Durata: 1h:21 - Spettatori: 2 650            | AGIL         | 3 - 0 | MTV Stoccarda      | 25-18, 25-19, 25-21               |
| 23 marzo 2023 Burhan Felek Spor Salonu, Istanbul Durata: 1h:58 - Spettatori: 950 | Eczacıbaşı   | 3 - 2 | Developres Rzeszów | 20-25, 25-19, 24-26, 25-21, 15-8  |

##### Semifinali

###### Andata
| 6 aprile 2023 VakıfBank Spor Sarayı, Istanbul Durata: 1h:09 - Spettatori: 2 650 | VakıfBank | 0 - 3 | Fenerbahçe | 10-25, 23-25, 20-25               |
| 5 aprile 2023 PalaTerdoppio, Novara Durata: 2h:16 - Spettatori: 3 800           | AGIL      | 3 - 2 | Eczacıbaşı | 25-23, 25-19, 20-25, 17-25, 16-14 |

###### Ritorno
| 13 aprile 2023 Burhan Felek Spor Salonu, Istanbul Durata: 1h:32 - Spettatori: 6 800 | Fenerbahçe | 0 - 3 | VakıfBank | 22-25, 14-25, 22-25 Golden set: 12-15 |
| 12 aprile 2023 Burhan Felek Spor Salonu, Istanbul Durata: 1h:20 - Spettatori: 5 800 | Eczacıbaşı | 3 - 0 | AGIL      | 25-22, 25-12, 25-21                   |

##### Finale
| 20 maggio 2023 Palasport Olimpico, Torino Durata: 1h:50 - Spettatori: 10 447 | VakıfBank | 3 - 1 | Eczacıbaşı | 27-25, 25-17, 23-25, 25-17 |

## Statistiche
| Rendimento individuale | Rendimento individuale | Rendimento individuale | Rendimento individuale |
| Pos.                   | Nome                   | Punti                  | Squadra                |
| ---------------------- | ---------------------- | ---------------------- | ---------------------- |
| 1                      | Paola Egonu            | 275                    | VakıfBank              |
| 2                      | Arina Fedorovceva      | 206                    | Fenerbahçe             |
| 3                      | Vita Akimova           | 204                    | Volero Le Cannet       |
| 3                      | Ebrar Karakurt         | 204                    | AGIL                   |
| 5                      | Tijana Bošković        | 169                    | Eczacıbaşı             |
| 6                      | Jovana Brakočević      | 155                    | Chemik Police          |
| 7                      | Taylor Bannister       | 153                    | Vasas                  |
| 7                      | Melissa Vargas         | 153                    | Fenerbahçe             |
| 9                      | Ann Kalandadze         | 152                    | Developres Rzeszów     |
| 10                     | Krystal Rivers         | 150                    | MTV Stoccarda          |